# Where's George

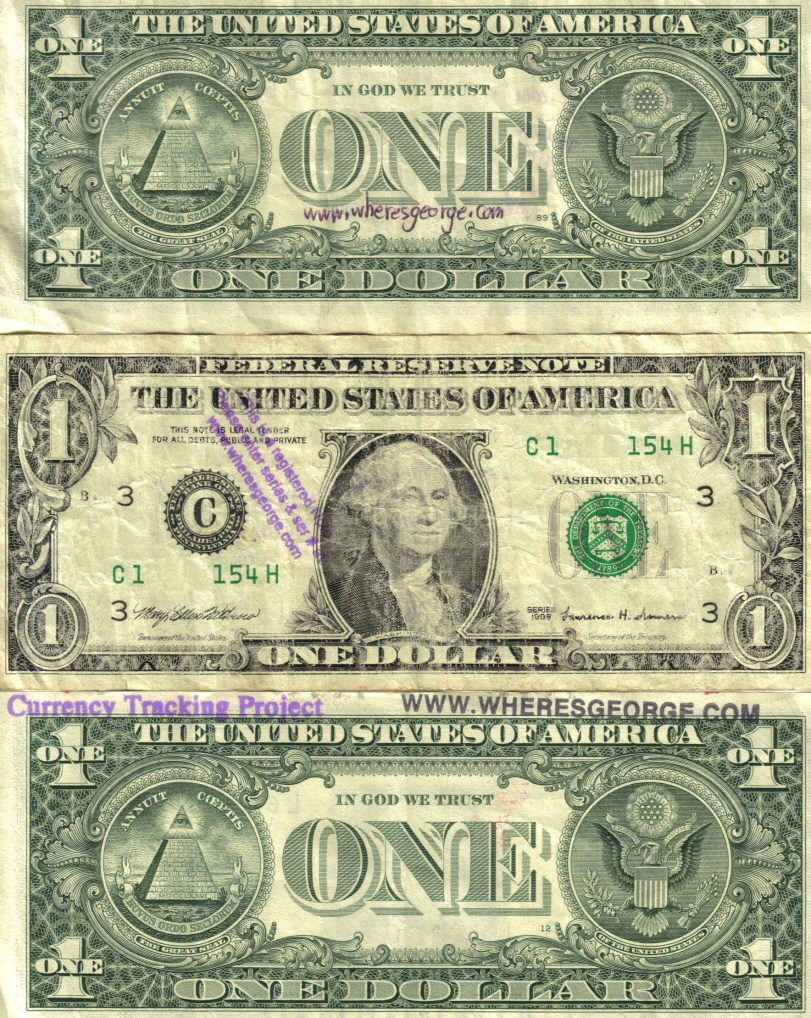
Voorbeelden van biljetten

Where's George is een website die de geografische verspreiding van Amerikaanse bankbiljetten volgt. De site heeft navolging gekregen in diverse andere landen. Zo is in Europa onder andere EuroBillTracker opgericht.
De site werd in december 1998 opgericht door Streng Eskin, een database-adviseur uit Brookline (Massachusetts). De naam  Where's George? verwijst naar George Washington, wiens portret op Amerikaanse dollarbiljetten is afgebeeld.
Op 5 juni 2013 volgde Where's George? meer dan 224 miljoen biljetten met een waarde van meer dan 1,2 miljard dollar. 